# اودین (مینه‌سوتا)
اودین، مینه‌سوتا (به انگلیسی: Odin, Minnesota) یک شهر در ایالات متحده آمریکا است که در شهرستان واتونون، مینه‌سوتا واقع شده‌است.

## خصوصیات
اودین ۰٫۹۶ کیلومترمربع مساحت و ۱۰۶ نفر جمعیت دارد و ۳۶۹ متر بالاتر از سطح دریا واقع شده‌است.